# Fred Lipsius
Fred Lipsius (* 19. November 1943 in New York City) ist ein amerikanischer Fusionmusiker (Saxophone, Keyboards, Arrangement).

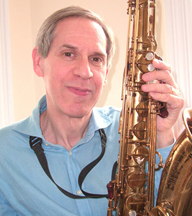
Fred Lipsius (2008)

## Leben und Wirken
Lipsius wuchs in der Bronx auf und begann mit neun Jahren, Klarinette zu lernen. In der Highschool verlegte er sich auf das Alt- und Tenorsaxophon; während seiner weiteren Schulausbildung auf der Music and Art High School in Manhattan lernte er auch Klavier, bevor er 1961 und 1962 auf der Berklee School of Music studierte. Er war dann Mitglied des Orchesters von Ronn Metcalfe.
1967 gründete er gemeinsam mit Al Kooper und Gitarrist Steve Katz die Jazzrock-Band Blood, Sweat & Tears, bei der er bis 1971 blieb und als musikalischer Leiter fungierte. Lipsius wurde für sein Arrangement des Hits Spinning Wheel mit einem Grammy ausgezeichnet; auch die Arrangements der weiteren Hits You’ve Made Me so Very Happy und Hi-De-Ho stammen von ihm. Er arbeitete dann als Studiomusiker, unter anderem mit Paul Simon und komponierte und arrangierte für die Werbung und für CBS Television. Auch war er an Projekten von Al Foster, George Mraz, Larry Willis oder Randy Brecker beteiligt. 1982 ging er mit Simon and Garfunkel international auf Tournee.
Seit 1984 gehörte Lipsius als Saxophonprofessor zum Lehrkörper des Berklee College of Music, wo er Musiker wie Antonio Hart, Roy Hargrove oder Danilo Perez ausbildete. Er entwickelte didaktische Materialien und schrieb mehrere Lehrbücher, gab Konzerte mit anderen Mitgliedern des Lehrkörpers und veröffentlichte unter eigenem Namen Tonträger wie Better Believe It oder Pure Classics.

## Schriften
- The Complete Book on Creative Improvisation
- Blues and Rhythm Changes
- Improvising Jazz Lines
- Two-Five Jazz Lines
- Reading Key Jazz Rhythms